# Alojzov
Obec Alojzov (hanácky Halózi, německy  Aloisdorf) se nachází v okrese Prostějov v Olomouckém kraji. Leží asi 8 kilometrů jihozápadně od Prostějova, 25 kilometrů jihozápadně od Olomouce a 203 kilometrů východně od Prahy. Žije zde 251 obyvatel.

## Název
Vesnice byla pojmenována po knížeti Aloisovi z Lichtenštejna. V místním nářečí byl tvar Aloisov upraven na Halózov, který začal být spojován s nářečním halózi - "haluzí, větvoví" a na základě něj byl vytvořen nový spisovný tvar Aloizy podle vzoru jiných místních jmen v množném čísle (Kokory, Čechy atd.), úředně použitý v roce 1846. Nářeční Halózi se udrželo i ve 20. století.

## Historie
První písemná zmínka o vesnici pochází z roku 1783.
Silnice se v Alojzově stavěla v letech 1960–1963.
V letech 1961–1990 byla obec součástí obce Určice a od 28. února 1990 je samostatnou obcí.
Právo užívat znak a vlajku bylo obci uděleno rozhodnutím předsedy Poslanecké sněmovny Parlamentu České republiky dne 7. října 2003.

## Obyvatelstvo

### Struktura
Vývoj počtu obyvatel za celou obec i za jeho jednotlivé části uvádí tabulka níže, ve které se zobrazuje i příslušnost jednotlivých částí k obci či následné odtržení.
| Místní části   | Místní části | 1869 | 1880 | 1890 | 1900 | 1910 | 1921 | 1930 | 1950 | 1961 | 1970 | 1980 | 1991 | 2001 | 2011 | 2021 |
| -------------- | ------------ | ---- | ---- | ---- | ---- | ---- | ---- | ---- | ---- | ---- | ---- | ---- | ---- | ---- | ---- | ---- |
| Počet obyvatel | část Alojzov | 228  | 290  | 281  | 302  | 295  | 300  | 282  | 215  | 237  | 256  | 243  | 197  | 207  | 230  | 261  |
| Počet domů     | část Alojzov | 42   | 48   | 49   | 49   | 53   | 58   | 60   | 87   | 75   | 67   | 68   | 66   | 77   | 88   | 97   |

## Zajímavosti
- Spálený kopec

## Galerie

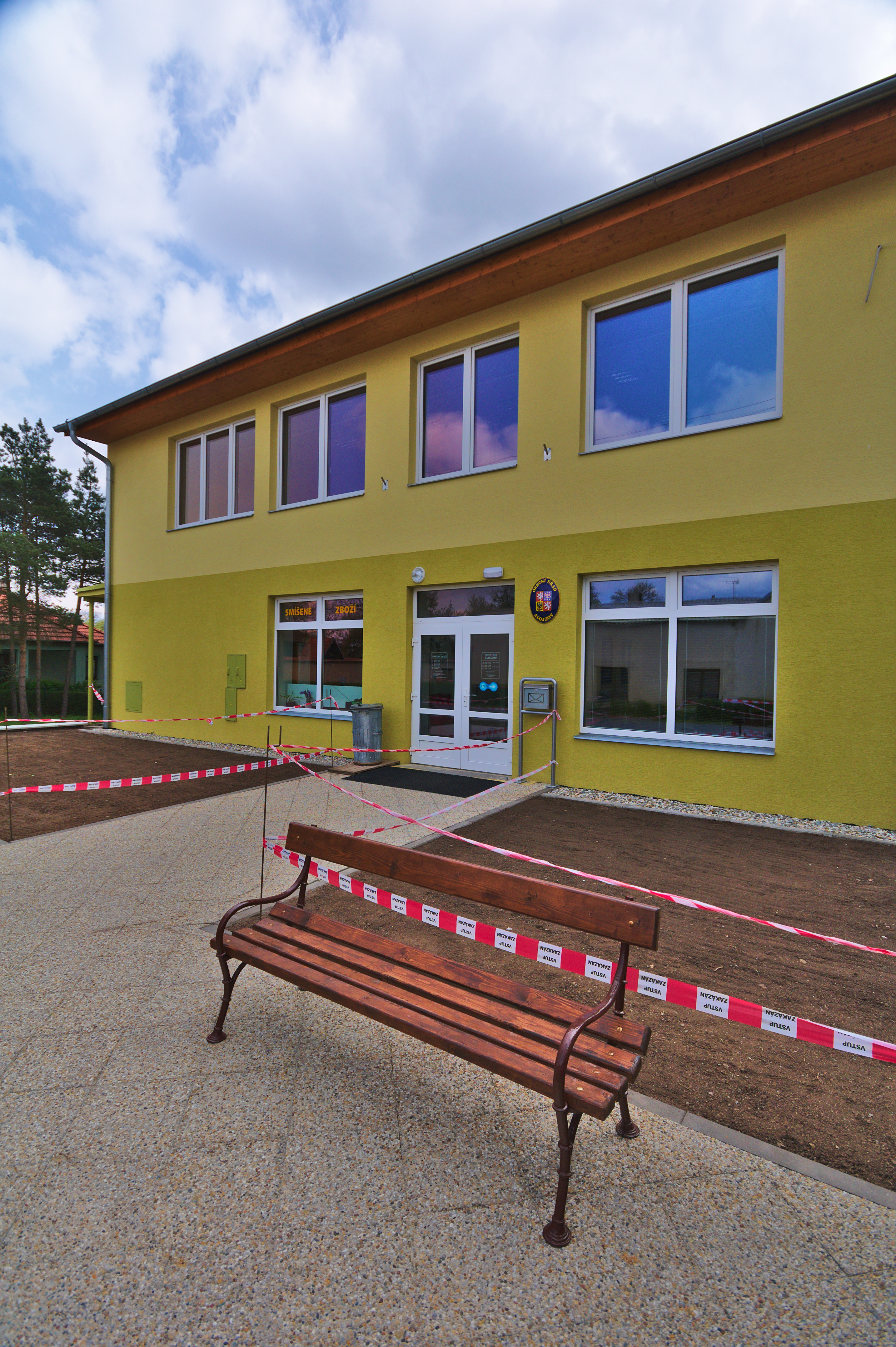
Obecní úřad
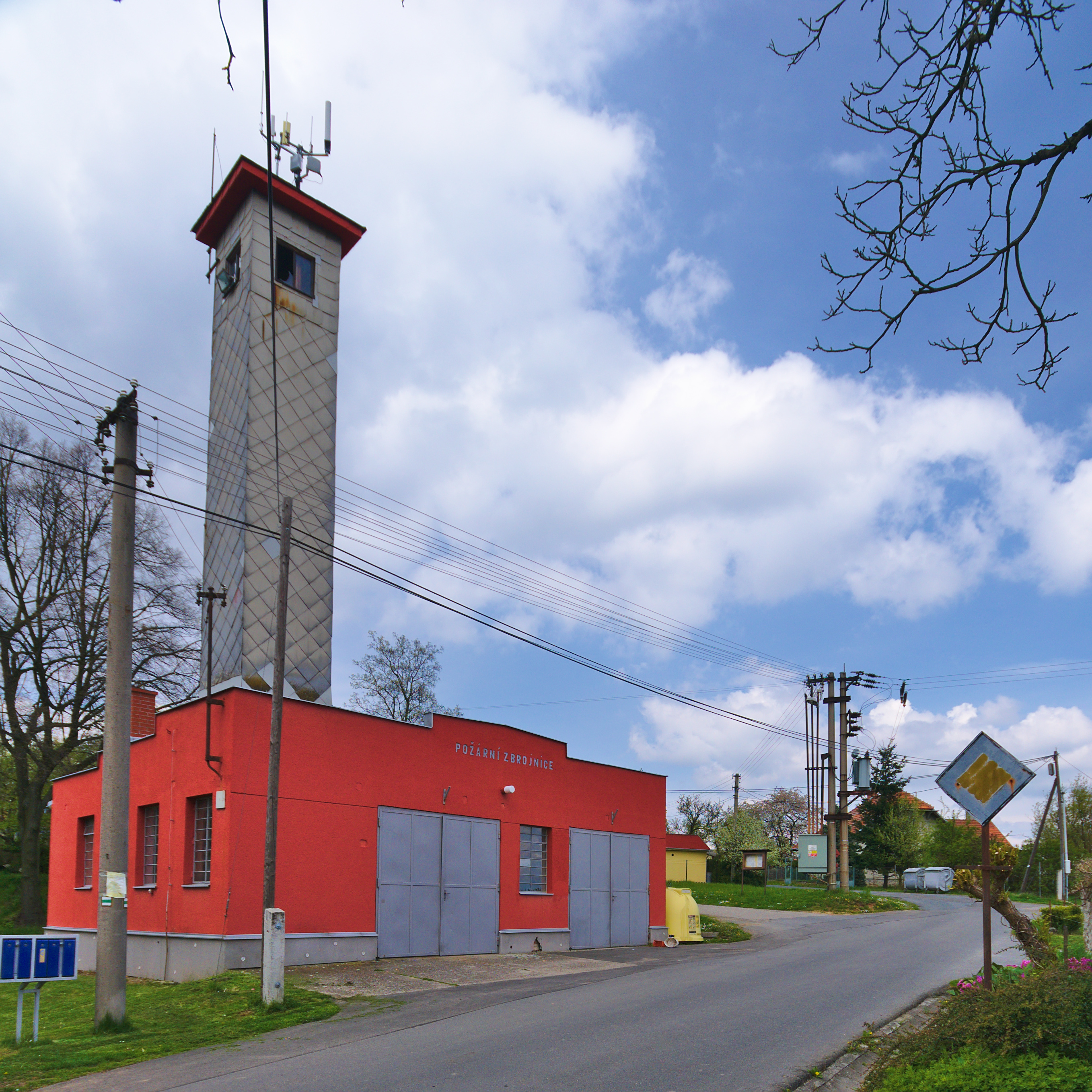
Hasičská zbrojnice
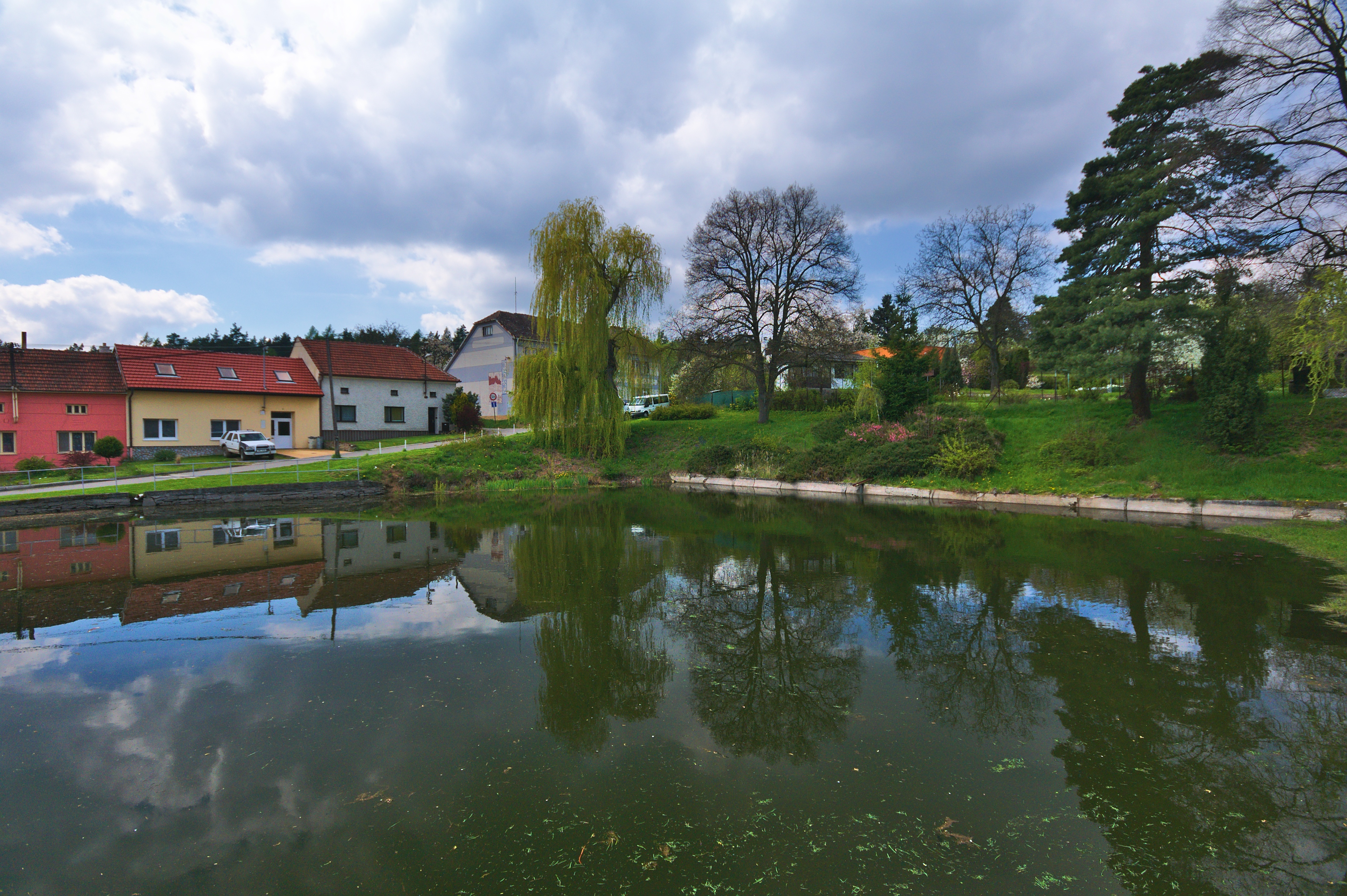
Rybník v horní části obce
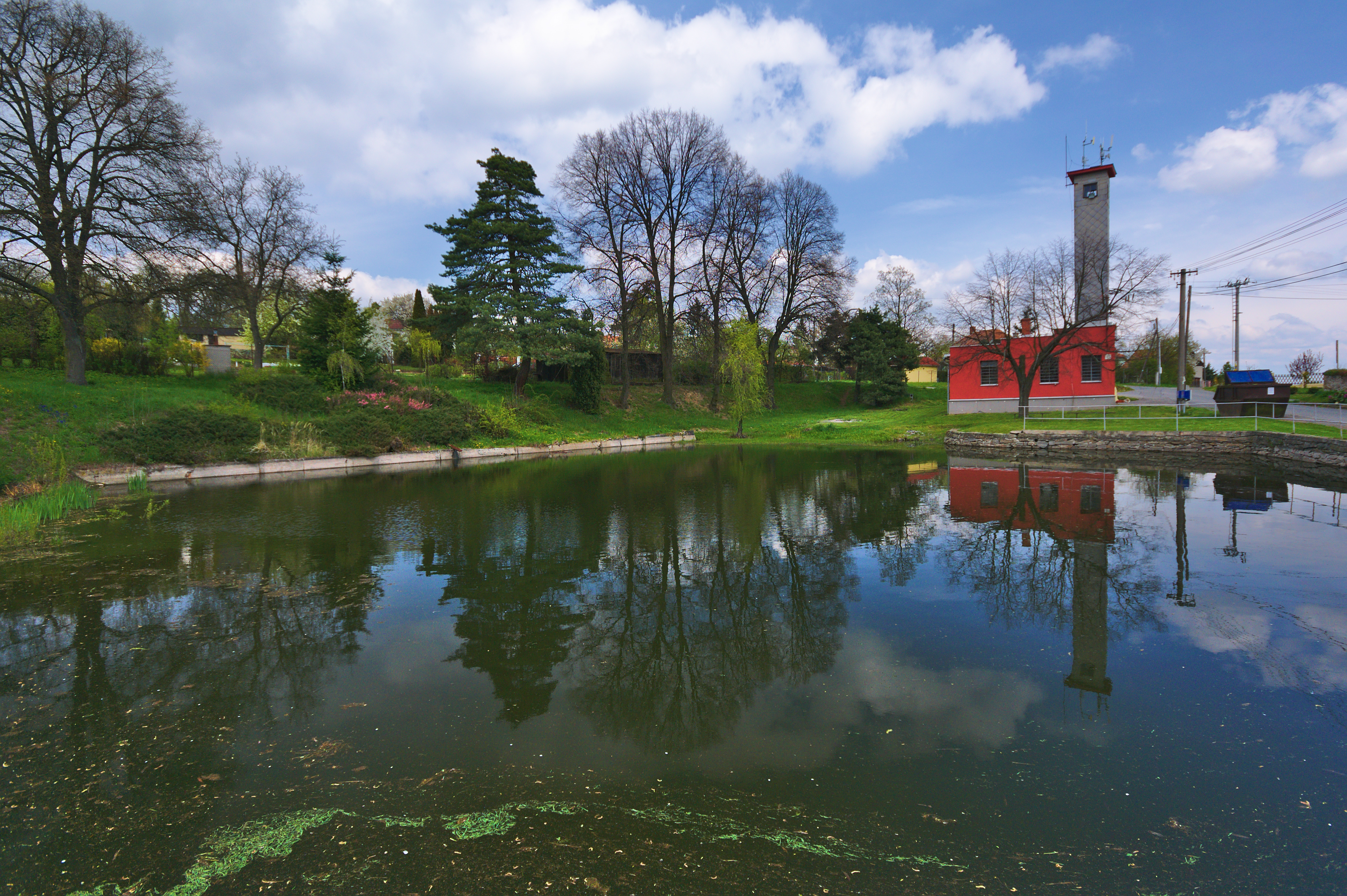
Rybník v horní části obce
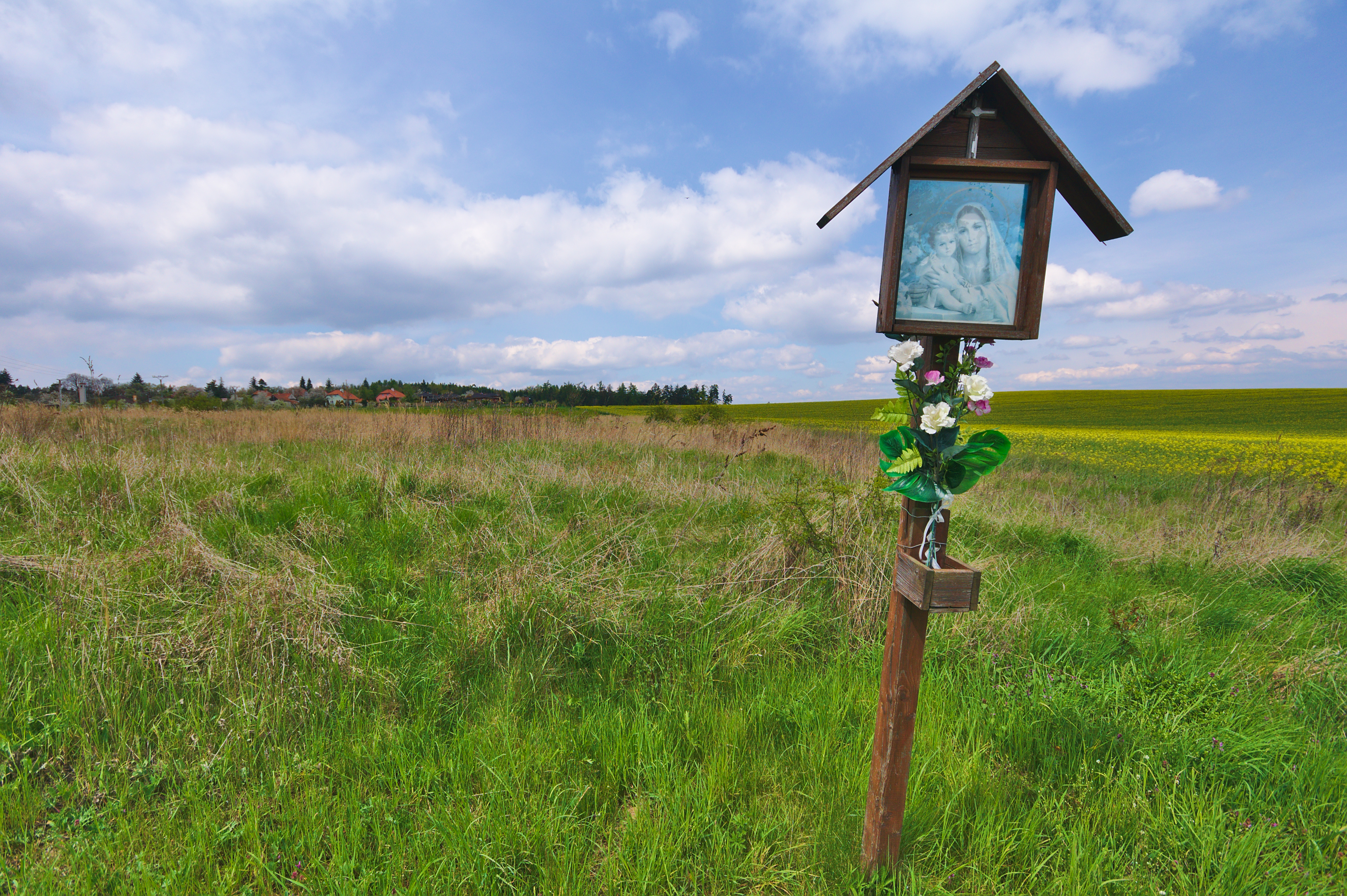
Svatý obrázek u silnice do Určic